# Герасимьюк, Василий Дмитриевич
Василий Дмитриевич Герасимьюк (укр.  Василь Дмитрович Герасим'юк, 18 августа 1956, Караганда) — украинский поэт.

## Биография
Родился в семье гуцулов, вместе со многими другими вывезенной в 1940-е годы в Казахстан. В конце 1950-х семья сумела вернуться в родные места — село Прокурава Косовского района Ивано-Франковской области. Василий учился в средней школе в Коломые.
Как поэт дебютировал в 1972 в журнале Днепр.
Окончил филологический факультет Киевского университета (1978).
Работал в журналах Молодость и Днепр (1978—1992).
Член Союза писателей Украины (1983)
С 1992 — ведущий литературных программ на Национальном радио Украины.
С 1993 возглавляет жюри международного конкурса молодых писателей Гранослов.
Член Ассоциации украинских писателей (1997).

## Творчество
В основе поэзии Герасимюка — природа, мифология, история родных Карпат. Переводил стихи Владимира Некляева и др.

## Семья
Бывшая жена Ольга Герасимьюк.
Сын Руслан Герасимьюк(род. 1982) — работает администратором творческой группы своей матери.

## Книги
- Смереки/ Ели (1982)
- Потоки (1986)
- Космацький узір/ Космачский узор (1989)
- Діти трепети/ Дети трепета (1991)
- Осінні пси Карпат/ Осенние псы Карпат (1999)
- Серпень за старим стилем/ Август по старому стилю (2000)
- Поет у повітрі/ Поэт на ветру (2002)
- Була така земля/ Была такая земля (2003)
- Папороть/ Папоротник (2006)

## Признание
- Премия Союза писателей Украины Благовест (1993)
- Премия имени П.Тычины (1998)
- Шевченковская премия (2003). Избранные стихотворения Герасимюка входят в школьную программу по украинской литературе ( Архивная копия от 8 мая 2012 на Wayback Machine).